# Myxexoristops blondell
Myxexoristops blondell là một loài ruồi trong họ Tachinidae.